# Cercidoideae
Cercidoideae – podrodzina roślin (dawniej też w randze plemienia Cercideae klasyfikowanego do podrodziny brezylkowych Caesalpinioideae) z rodziny bobowatych (motylkowatych) Fabaceae. Należy tu według różnych ujęć systematycznych od 4 do 12 rodzajów (11 rodzajów jest uznawanych w rewizji taksonomicznej z 2017) z ok. 335 gatunkami, z czego ogromna większość (ok. 250) reprezentuje rodzaj Bauhinia, a 47 rodzaj Schnella. Zaliczane tu rośliny występują w strefie klimatu ciepłego i tropikalnego na całym świecie.
Bauhinia Bauhinia i judaszowiec Cercis są często uprawiane jako rośliny ozdobne, przy czym kwiaty tych roślin są jadalne. Rośliny z rodzaju Griffonia dostarczają czarnego barwnika.

## Morfologia

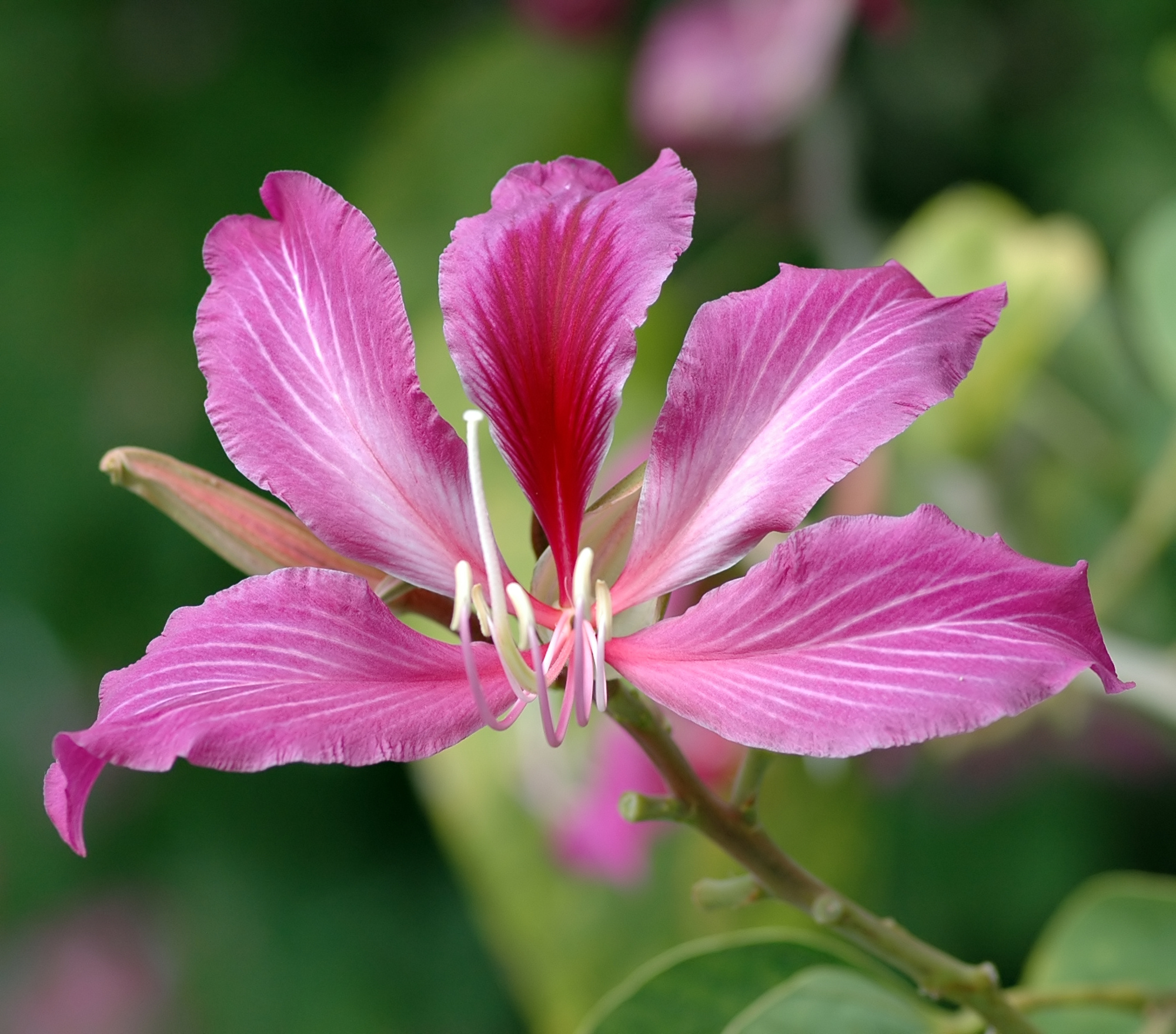
Kwiat Bauhinia blakeana

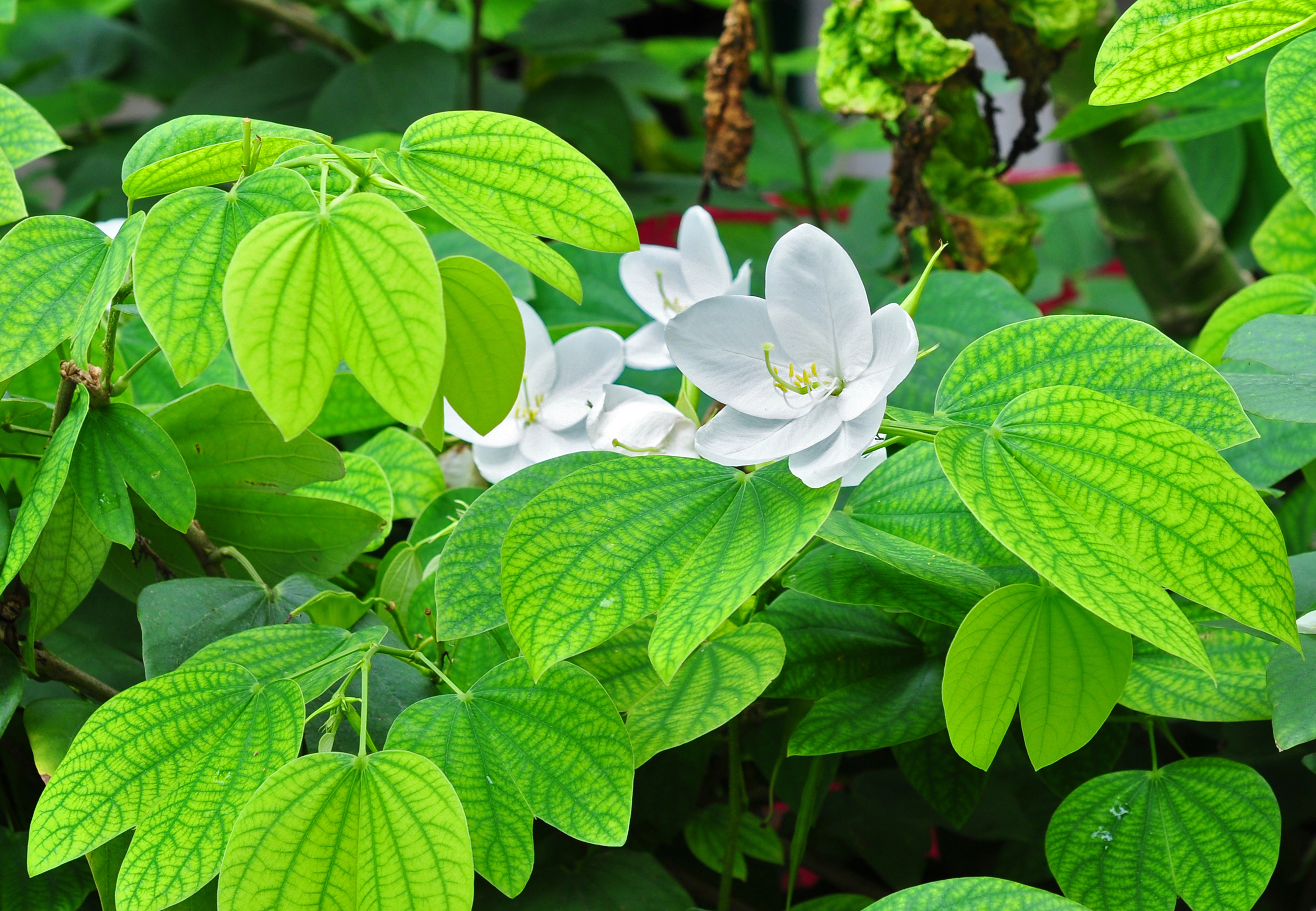
Bauhinia acuminata

PokrójDrzewa, krzewy i pnącza wspinające się za pomocą pędowych wąsów czepnych. Czasem z cierniami i pędami zmodyfikowanymi w gałęziaki. Rośliny bez miodników pozakwiatowych.
LiścieWyrastają w dwóch rzędach, wyróżniają się na tle pozostałych bobowatych nietypową budową – mają pojedyncze blaszki, czasem tylko u szczytu wycięte powstające z dwulistkowego liścia złożonego. Pozbawione są przylistków.
KwiatyZwykle obupłciowe, mniej lub bardziej grzbieciste, czasem motylkowe. Zwykle okazałe, o jaskrawym okwiecie, czasem wyrastają z pni (kaulifloria). Zebrane w grona, czasem zredukowane. Kielich różnie wykształcony – 5 działek bywa wolnych, czasem zrastają się w rurkę zakończoną 2–5 ząbkami lub zrastają się w pochwę otulającą koronę. Ta składa się zwykle z 5, rzadko 2, 6 lub żadnego płatka. Pręcików zwykle jest 10 w dwóch okółkach różniących się długością. Ich nitki pozostają wolne lub częściowo się zrastają.
OwoceStrąki, czasem niepękające i wykształcone w postaci skrzydlaków, jednonasienne do kilkunasiennych.

## Systematyka
Pozycja plemienia według APweb (2001...)
Podrodzina zajmuje pozycję bazalną wspólnie z siostrzaną podrodziną Detarioideae w obrębie rodziny bobowatych. 
|  | Detarioideae |
|  |              |
|  | Cercidoideae |
|  |              |

|  | Dialioideae                                                                                     |
|  |                                                                                                 |
|  | \| \| Faboideae – bobowate właściwe \| \| \| \| \| \| Caesalpinioideae – brezylkowe \| \| \| \| |
|  |                                                                                                 |
|  | Faboideae – bobowate właściwe                                                                   |
|  |                                                                                                 |
|  | Caesalpinioideae – brezylkowe                                                                   |
|  |                                                                                                 |

|  | Faboideae – bobowate właściwe |
|  |                               |
|  | Caesalpinioideae – brezylkowe |
|  |                               |

|  | Dialioideae                                                                                     |
|  |                                                                                                 |
|  | \| \| Faboideae – bobowate właściwe \| \| \| \| \| \| Caesalpinioideae – brezylkowe \| \| \| \| |
|  |                                                                                                 |
|  | Faboideae – bobowate właściwe                                                                   |
|  |                                                                                                 |
|  | Caesalpinioideae – brezylkowe                                                                   |
|  |                                                                                                 |

|  | Faboideae – bobowate właściwe |
|  |                               |
|  | Caesalpinioideae – brezylkowe |
|  |                               |

|  | Detarioideae |
|  |              |
|  | Cercidoideae |
|  |              |

|  | Dialioideae                                                                                     |
|  |                                                                                                 |
|  | \| \| Faboideae – bobowate właściwe \| \| \| \| \| \| Caesalpinioideae – brezylkowe \| \| \| \| |
|  |                                                                                                 |
|  | Faboideae – bobowate właściwe                                                                   |
|  |                                                                                                 |
|  | Caesalpinioideae – brezylkowe                                                                   |
|  |                                                                                                 |

|  | Faboideae – bobowate właściwe |
|  |                               |
|  | Caesalpinioideae – brezylkowe |
|  |                               |

|  | Dialioideae                                                                                     |
|  |                                                                                                 |
|  | \| \| Faboideae – bobowate właściwe \| \| \| \| \| \| Caesalpinioideae – brezylkowe \| \| \| \| |
|  |                                                                                                 |
|  | Faboideae – bobowate właściwe                                                                   |
|  |                                                                                                 |
|  | Caesalpinioideae – brezylkowe                                                                   |
|  |                                                                                                 |

|  | Faboideae – bobowate właściwe |
|  |                               |
|  | Caesalpinioideae – brezylkowe |
|  |                               |

Podział podrodziny
Na początku XXI wieku wyróżniano na bazie różnic i podobieństw w budowie kwiatów, nasion i owoców dwa podplemiona. Jednak podplemię bazalne – Cercidinae, grupujące najstarsze linie rozwojowe (w tym rodzaj judaszowiec Cercis, miało być kladem bazalnym w obrębie plemienia) miało charakter taksonu parafiletycznego. Relacje filogenetyczne w obrębie podplemienia Bauhiniinae były słabo poznane. W ujęciu z 2017 roku brak podziału na plemiona.
- Adenolobus (Bentham & J. D. Hooker) Torre & Hillc.
- Barklya F. Muell.
- Bauhinia L. – bauhinia
- Brenierea Humbert
- Cercis L.  – judaszowiec
- Gigasiphon Drake
- Griffonia Baillon
- Lysiphyllum (Bentham) de Wit
- Phanera Loureiro
- Piliostigma Hochstedt
- Schnella Raddi
- Tylosema (Schweinf.) Torre & Hillc.